# VH-71 (航空機)
VH-71
着陸試験中のVH-71
- 用途：要人輸送
- 設計者：アグスタ・ウェストランド
ロッキード・マーティン
ベル・ヘリコプター
- 製造者：
- 運用者：アメリカ海兵隊
- 初飛行：2007年7月3日
- 生産数：9機
- 運用状況：試作のみ
- ユニットコスト：4億米ドル（平均調達コスト）[1]

VH-71 ケストレル（Kestrel:チョウゲンボウの意）とは、現アグスタウェストランドが開発したEH101をベースとして、加えてロッキード・マーティンとベル・ヘリコプターが共同で開発した、アメリカ海兵隊のマリーンワン（アメリカ大統領専用機）用ヘリコプターである。VH-3D、及びVH-60Nプレジデントホークの後継とされていた（計画は中止、後述）。旧称US101。

## 概要
2002年7月23日、アグスタウェストランド社とロッキード・マーティン社が中型ヘリの共同開発に関して10年間の契約に調印した。これは、アメリカ空軍、アメリカ沿岸警備隊、そしてアメリカ海兵隊のマリーンワン向けに共同開発機を売り込む目的があった。
1961年から約50年が経とうとしている現在でも、マリーンワンとして運用されているVH-3であるが、老朽化と、最新設備を搭載する容量がもはや限界に達していた。加えて、UH-60ブラックホークを改造したVH-60Nも採用しているものの、輸送機への搭載が容易に出来る代わりに、キャビンが非常に狭いと言った欠点を持っていた。
そこで2003年12月、アメリカ国防総省が次期大統領専用ヘリコプター計画（VXX）を発表し、このトライアルにUS101を提出した。
ここでライバルとなったのは、シコルスキー・エアクラフト社のH-92スーパーホークであった。このH-92のバックには、L-3 コミュニケーションズ、ノースロップ・グラマン、GE・アビエーションなどの有力企業が付いていた。しかし、要求されていた18人乗りかつVC-25エアフォースワン並みの機器を積んで640kmの航続距離を飛行すると言う条件が課されており、H-92ではほぼ新製しなければ到底満たせない条件であった。加えて、US101は3発エンジンだった事が決定打となり、2005年1月28日、US101がトライアルを勝ち抜き、VH-71ケストレルの名称を与えられた。

## 開発と打ち切り
開発に関しては、AW側が36%、ロッキード・マーティンが31%、ベル・ヘリコプターが27%、と、他社6%（総計64%）で分配される事となっていた。2008年9月には初号機が初飛行テストに成功、2機が完成し、7機が完成間近の状態であった。
ところが、攻撃攪乱と対核兵器電磁波防御能力、さらにはキッチンの付与など、最終的に約1,900項目もの開発要求が次々追加されていき、当初60億ドル（約6,000億円:1ドル100円）だった開発予算総額が112億ドル（1兆1,200億円、イージス艦10隻が建造できる）と大幅に膨れ上がってしまい、1機4億ドル（400億円）と、F-22ラプター約2.5機分はおろか、VC-25エアフォースワン（3億2,500万ドル）より価格が暴騰してしまった事、2009年1月にアメリカ合衆国大統領がジョージ・W・ブッシュからバラク・オバマに交代、オバマ政権による予算削減のプランに入ってしまい、2009年6月には開発契約を破棄され、事実上の計画打ち切りとなってしまった。実現していれば、2017年度までには27機編成の部隊が発足予定であった。
今後、VH-71用に積み立てられた予算はVH-3D・VH-60の改修に充てられる事となった。これに対してアメリカの非営利団体である『政府の無駄に反対する市民（Citizens Against Government Waste）』がこれに異を唱え、老朽化したヘリを使用すべきではないし、予算を注ぎ込んだ計画を中止すべきではない」としている。
2014年5月7日、アメリカ海軍はシコルスキー・エアクラフトのS-92を、次期大統領専用ヘリコプターに決定したことを発表した。

## 性能諸元
- 乗員：4名
- 全長：74.1ft (22.81m)
- 全高：6.65 m (21 ft 10 in)
- 主回転翼直径：18.59 m (61 ft 0 in)
- 空虚重量：10.500 t (23,150 lb)
- 最大離陸重量：15,600kg (34,320lb)
- 積載能力：14名または立席45名または担架16個。
- 出力：2,520 shp (1,879 kW) × 3
- 超過禁止速度：309 km/h=M0.25 (192 mph)
- 航続距離：1,389 km (750NM)
- 上昇限度：4,575 m (15,000 ft)
- 上昇率：2,000 m/min

## 登場作品
『バンテージ・ポイント』（2008年・アメリカ映画）
コンピュータグラフィックス作成の同機が登場。